# Cleysingen
Cleysingen is een  dorp in de Duitse gemeente Ellrich in het Landkreis Nordhausen in Thüringen. Het dorp wordt voor het eerst vermeld in een oorkonde uit 1209.  